# 牧田諦亮
牧田 諦亮（まきた たいりょう、1912年（明治45年） - 2011年（平成23年））は、日本の僧侶、中国仏教史研究者。

## 略歴
出生から修学期
1912年、滋賀県岩根村(現・湖南市)で生まれた。生家は野洲市の浄土宗念仏寺。小学1年の時、京都の寺町乗願寺・岩井真亮の弟子となった。
佛教専門学校（現佛教大学）を卒業後、大谷大学文学部東洋史学科に進学し、1936年に卒業。京都帝国大学文学部東洋史選科に進み、1939年に修了した。
東洋史研究者として
1942年、中国に渡り、上海東亜同文書院大学助手に就いた。戦後の1946年、東方文化学院京都研究所助手に採用された。同研究所が1949年に改組された後は後継の京都大学人文科学研究所教授となった。1976年、同研究所を退任。同年4月からは岐阜教育大学教授を務めた。
1997年、埼玉工業大学常任理事・学園長に就任。宗門においては、浄土宗勧学。

### 受賞・栄典
- 1994年：仏教伝道文化賞を受賞

## 研究内容・業績
専門は仏教史で、中国仏教史を専門とした。中国と日本の浄土教史や疑経について幅広く研究した。

## 著作
著書
- 『中国近世仏教史研究』平楽寺書店、1957年
- 『六朝古逸 観世音応験記の研究』平楽寺書店、1970年
- 『五代宗教史研究』平楽寺書店、1971年
- 『疑経研究』京都大学人文科学研究所、1976年
- 『中国仏教史研究』(全3巻) 大東出版社

1. 第1巻（1981年）
2. 第2巻（1984年）
3. 第3巻（1989年）

- 『善導』(浄土仏教の思想 5) 講談社 2000年。

著作集
- 『牧田諦亮著作集』(全8巻) 臨川書店  同・編集委員会 編（落合俊典・船山徹 ほか全10名）[3]。

1. 第1巻「疑経研究」（2014年）
2. 第2巻「中国仏教史研究1」（2015年）
3. 第3巻「中国仏教史研究2」（2015年）
4. 第4巻「五代宗教史研究・中国近世仏教史研究」（2015年）
5. 第5巻「策彦入明記の研究」（2016年）
6. 第6巻「浄土教研究・徹定上人研究」（2014年）
7. 第7巻「宋代仏教から現代仏教」（2014年）
8. 第8巻「雑篇（補遺篇）・総索引」（2016年）

共著
- 『曇鸞・道綽』[4](浄土仏教の思想 4) 講談社 1995年

論文
- CiNii>牧田諦亮
- INBUDS>牧田諦亮